# وان لوون
وان لِوون (انگلیسی: Van Leo با نام اصلی (ارمنی غربی: Լեւոն Ալեքսանտր Պոյաճեան)؛ ۲۰ نوامبر ۱۹۲۱ – ۱۸ مارس ۲۰۰۲) از نخستین عکاسان قاهره بود. عکاسان این خطه، ‏مانند آرماند، آرشاک، تارتان و آرام آرناووقیان (آلبان) در اوایل سدهٔ بیستم، به ایجاد نوآوری هایی در رشتهٔ تخصصی اصرار داشتند. عکاسی با نورپردازی از یک موضوع واحد و عکاسی از زوایای گوناگون از ترفندهای هنری آنان بود. ‏